# The Business
The Business es un grupo británico de música Oi! formado al final de los '70. Su principal éxito, England 5 - Germany 1 está basado en el resultado del partido clasificatorio jugado el 1 de septiembre de 2001 para la Copa del Mundo de fútbol de 2002 y se ha convertido en un himno para los seguidores de la selección inglesa. La banda duró cuatro décadas hasta que su vocalista Micky Fitz murió de cáncer en diciembre de 2016.

## Historia
The Business salieron de las calles de South London en octubre de 1979, liderando una nueva ola del punk británico, que más que una nueva ola suponía una redefinición de este. Esta segunda oleada de grupos de punk realizaba lo que los grupos de la primera predicaban, era un punk surgido de la calle. The Business, junto con otros grupos como Angelic Upstarts, Blitz y 4-Skins se dedica a hacer un punk más duro y más vivo que sus antecesores. Fue entonces cuando ese tipo de música paso a llamarse Oi! o Street-punk y lo más allegado a ellos era el incipiente hardcore estadounidense.
The Business tenía buena mano para producir himnos, como se puede ver con su primer sencillo "Harry May" y con "Drinking and Driving" y "Smash the Discos" grabadas en conciertos e incluidas en el álbum Suburban Rebels. Durante los años '80 fueron intermitentes apareciendo y desapareciendo de la escena musical y fue en 1994 con Keep the Faith cuando volvieron con fuerza para quedarse. El disco no suponía novedad en el sentido de que estaba basado en lo mismo que los demás: letras ácidas y reivindicativas e historias sobre fútbol y alcohol. A inicios de este siglo estuvieron bastante activos haciendo discos y colaborando junto a otros grupos pero últimamente parece que están desaparecidos, como bien se puede comprobar en su página web, bastante desactualizada.

## Discografía
LP/EP/CD
- Hardcore Hooligan (2003)
- Under The Influence (2003)
- Harry May (2002)
- No Mercy For You (2001)
- The Complete Singles Collection (2001)
- Oi, It's Our Business: The Best Of The Business (2001)
- Mob Mentality (2000)
- Live (1999)
- The Best Of The Business: 28 Classic Oi Anthems... (1998)
- The Truth, The Whole Truth And Nothing But... (1997)
- Loud, Proud And Oi! (1996)
- Keep The Faith (1994)
- Smash The Discos / Loud, Proud 'N' Punk Live (1993)
- 1979-89
- Welcome To The Real World (1988)
- Do A Runner 12" (febrero de 1988)
- Singalong A Business (1986)
- Blue Stereo Music
- Death II Dance
- Harry May: The Singles Collection
- Saturday's Heroes (diciembre de 1985)
- Loud, Proud 'N' Punk Live (septiembre de 1985)
- Smash The Discos (1985)
- Suburban Rebels (mayo de 1983)
- 1980-81 Official Bootleg (diciembre de 1981)

Recopilatorios
- Punch Drunk 4
- UK/DK: The Soundtrack To The Film (Banda sonora)
- Oi! The Resurrection
- World Still Won't Listen: Tribute To The Smiths
- 100% British Punk
- United Kingdom Of Punk 3: The Hardcore Years
- Oi! This Is England
- Burning Ambitions: A History Of Punk
- Punk, Proud & Nasty
- Lords Of Oi!
- 100% British Oi!
- Give 'Em The Boot
- Burning Ambition: History Of Punk Vol. 2
- Anarchy From The UK, Volume One
- Oi! Greatest Hits Vol. 1
- Punk City Rockers
- Kill Your Radio
- Voice Of The Streets
- Eurotrip (Banda sonora)
- Trouble on the Terraces

## Componentes
- Mickey Fitz (voz)
- Steve Whale (guitarra)
- Lol Proctor (bajo)
- Mickey Fairbairn (batería)
- Mark Brennan (bajo) (Hasta 1988)